# Ibirataia
Ibirataia là một đô thị thuộc bang Bahia, Brasil. Đô thị này có diện tích 226,139 km², dân số năm 2007 là 27671 người, mật độ 122,36 người/km².